# Ladão
Ladão (em grego: Λάδων, Ladôn), Dragão Hésperio ou Dragão das Hespérides (em latim Draco Hesperidum), na mitologia grega, era um dragão semelhante a uma serpente de cem cabeças cada uma das quais falava uma língua diferente, que se enrolava e girava em torno da árvore no Jardim das Hespérides e guardava as maçãs douradas junto às ninfas.

## Família
Segundo Pseudo-Apolodoro e Higino, Ladão seria descendente de Tifão e Equidna, mas Hesíodo o faz filho de Fórcis e Ceto. Segundo o poeta Pisandro, ele nasceu de Gaia. "O dragão que guardava as maçãs douradas era o irmão do Leão de Nemeia " afirmou Ptolomeu Heféstion.

## Mitologia

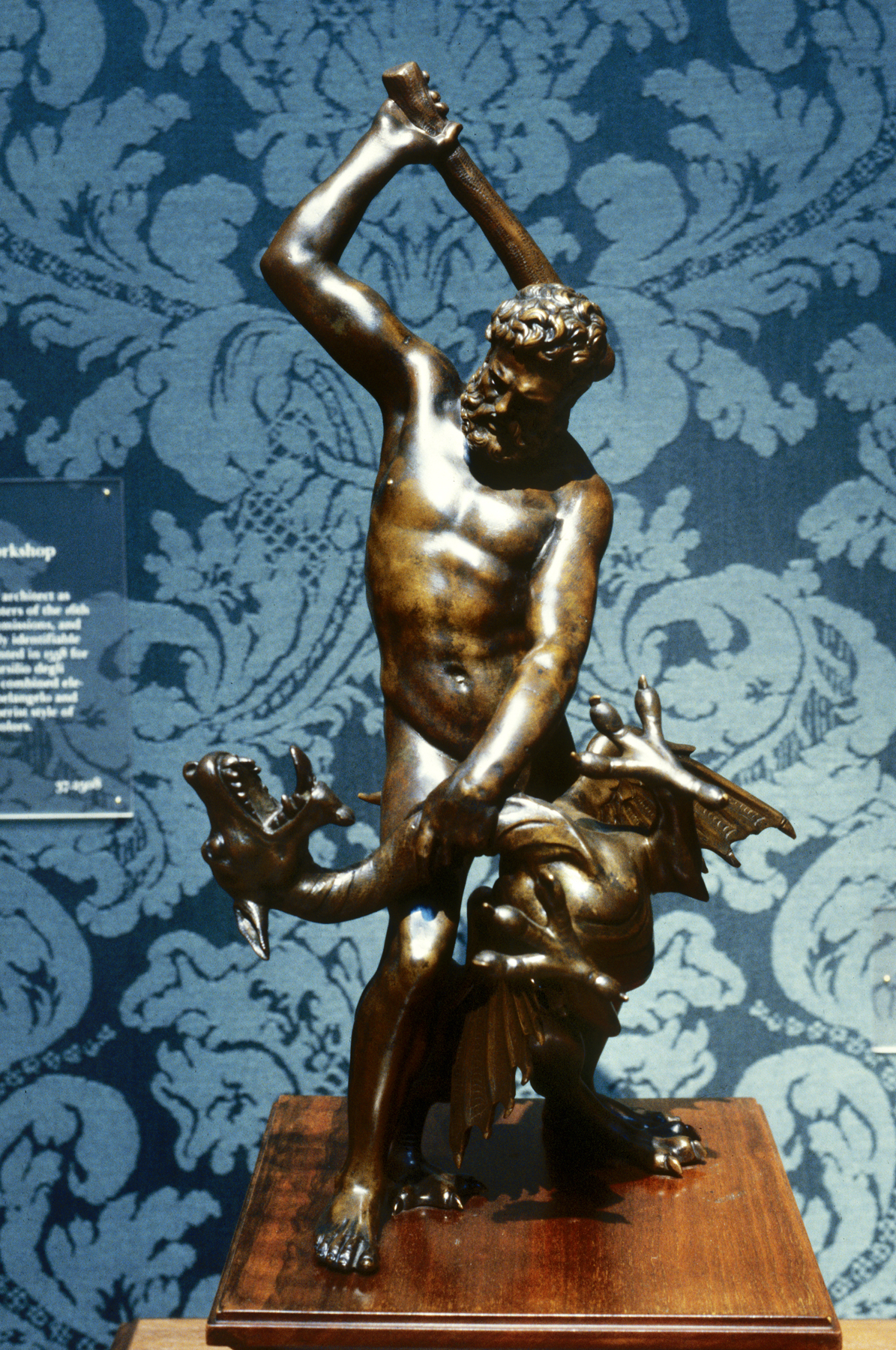
Héracles e o Dragão Ladão, da oficina de Giambologna, início do século XVII (Museu de Arte Walters)

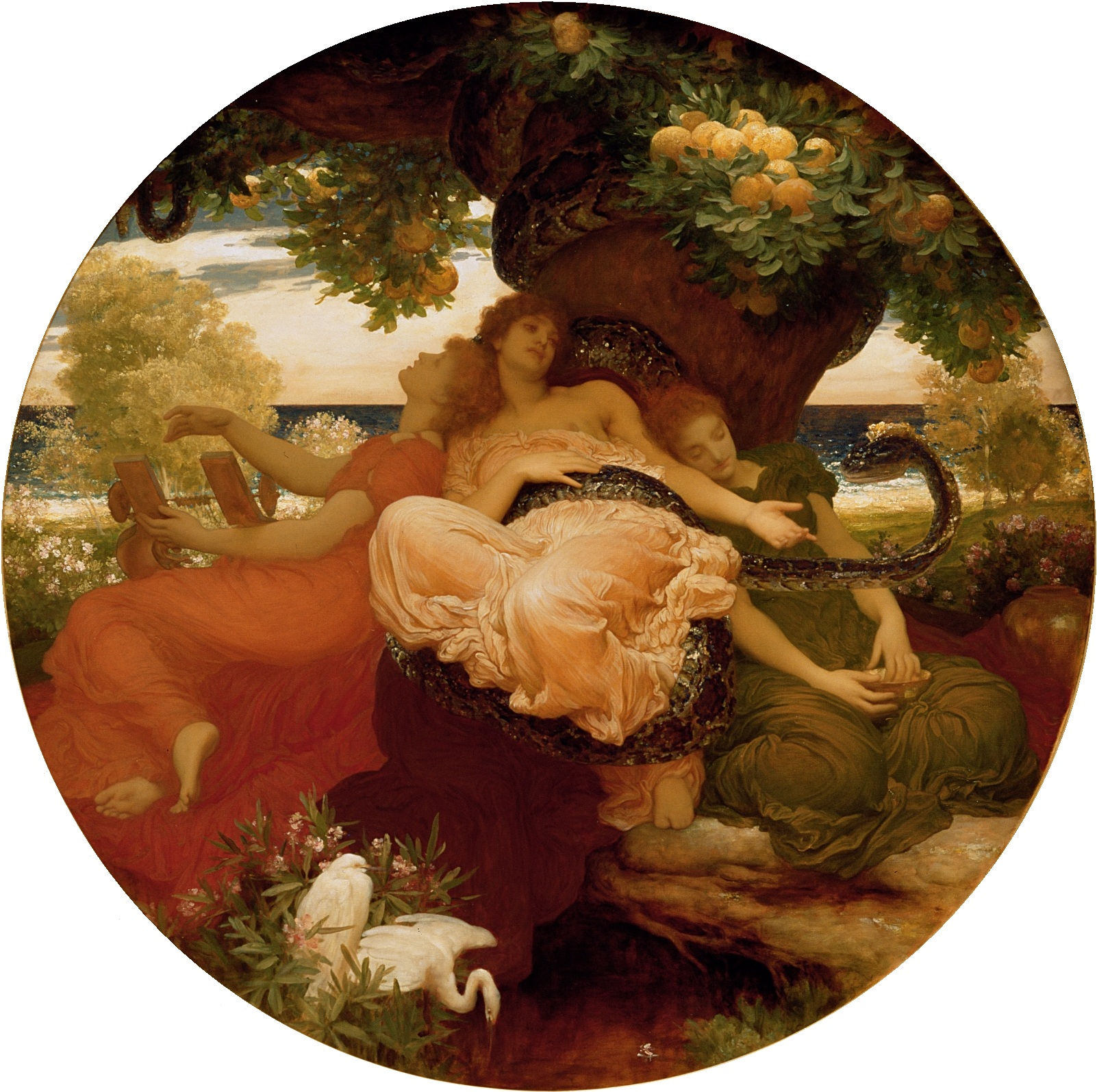
O Jardim das Hespérides de Frederick Leighton, 1892

Ladão, um dragão com um corpo de serpente onde tinha cem cabeças que falavam línguas diferentes e que nunca dormia, foi um dragão a quem Hera, mulher de Zeus, deu a tarefa de proteger a macieira de fruto dourado das Hespérides. Esta era uma árvore que Gaia lhe tinha dado no dia de casamento com Zeus. Hera plantou essa árvore nos confins ocidentais do Mundo e deu às ninfas do entardecer, as Hespérides, filhas de Atlas, a função de a proteger. Estas, por sua vez, aproveitaram-se dos frutos de ouro para seu próprio benefício e a rainha dos deuses teve de procurar um guardião mais confiável, poderoso, e inteligente - Ladão.
A partir desse momento, Ladão tornou-se o guardião da macieira dos frutos de ouro, que mais tarde foi morto por uma flecha envenenada de Héracles que precisava de uma maçã dourada para completar a décima primeira das doze tarefas do rei Euristeu. No dia seguinte, Jasão e os Argonautas passaram em sua jornada de retorno da Cólquida e ouviram o lamento de Egle, uma das Hespérides, e viram Ladão ainda se contorcendo. Para agradecer seus leais serviços a Ladão, Hera, elevou seus restos no céu, onde ainda hoje estão, na constelação do Dragão.
A imagem do dragão (Ladão) enrolada em volta da árvore, originalmente adotada pelos helenos de fontes do Oriente Próximo e minoica, é conhecida por sobreviver à pintura de vasos gregos. No século II, Pausânias viu entre os tesouros de Olímpia uma imagem arcaica de culto em madeira de cedro de Héracles e a macieira das Hespérides com o dragão enrolado em torno dele.
Diodoro Sículo dá uma interpretação evemerista de Ladão, como um pastor humano guardando um rebanho de ovelhas de lã dourada, acrescentando: "Mas em relação a esses assuntos, será privilégio de todo homem formar essas opiniões de acordo com sua própria crença".